# Сулак (річка)
Сула́к (стара назва Койсу; кум. Къой сув, ав. Сулахъ, дарг. Кьас, рут. Сулак мыри, чеч. Гӏой-хи) — річка на крайньому півдні Російської Федерації, одна з найбільших річок Дагестану. На річці створено Сулацький каскад ГЕС.

## Течія
Річка бере початок з точки злиття двох гірських річок — правої Аварське Койсу та лівої Андійське Койсу. Після створення 1978 року в цій точці Чиркейського водосховища, витоки Сулаку відраховують від його хвоста. Верхня течія протікає через Сулацький каньйон, Ахетлинську ущелину, Чиркейське розширення та Малий Сулацький каньйон (ділянка від Сулацького каньйону до Чиркейського розширення заповнена водами Чиркейського вдосховища), середня течія — по широкій рівнинній долині, нижня течія — по Прикаспійській низовині. Впадає до Каспійського моря південніше Аграханського півострова. Гирло утворює дельту, витягнуту своїм носом далеко в море.

## Морфометрія
Довжина річки становить 144 км, а разом із довшою правою твірною Аварським Койсу — 336 км. Річка має гірський характер у своїй верхній течії та рівнинний у середній і нижній. Живлення мішане з переважанням снігового. Паводки затяжні, спостерігаються з квітня по вересень, максимум — червень-липень. Пересічні витрати води складають 176 м³/с на рік. Вода в річці прісна, гідрокарбонатна кальцієва. Мінералізація становить 0,5 г/л.

## Притоки
Річка приймає багато приток, найбільшими з яких є Ах-су, Чвахун-бак, Тлар та Малий Сулак. 1963 року був збудований канал для перекидання води з річки Акташ.

## Використання
Річка використовується для:
- виробництва електроенергії — тут збудований Сулацький каскад малих гідроелектростанцій (Міатлинська, Чирюртські, Чиркейська, Бавтугайська та Гельбахська із загальною потужністю 1345,6 МВт);
- водопостачання міст Махачкала, Кизилюрт, Каспійськ та інших населених пунктів;
- рекреаційних потреб;
- зрошування сільськогосподарських угідь;
- рибництва.

## Населені пункти
Над річкою розташовані такі населені пункти:
- Буйнакський район — Чиркей;
- Казбеківський район — Зубутль, Піонерний;
- Кизилюртівський район — Старий Міатлі, Верхній Чирюрт, Бавтугай, Новий Сулак, Кизилюрт, Султан-Янгіюрт, Кіроваул, Нечаєвка, Сулак.